# Curticantharis trapezialis
Curticantharis trapezialis là một loài bọ cánh cứng trong họ Cantharidae. Loài này được Zhang in Zhang, Sun & Zhang miêu tả khoa học năm 1994.